# BNP Paribas Open 2021
Die BNP Paribas Open 2021 waren ein Tennisturnier der WTA Tour 2021 für Damen und ein Tennisturnier der ATP Tour 2021 für Herren in Indian Wells, welche zeitgleich vom 4. bis 17. Oktober 2021 im Indian Wells Tennis Garden, Kalifornien, stattfanden.

## Herrenturnier
→ Hauptartikel: BNP Paribas Open 2021/Herren
→ Qualifikation: BNP Paribas Open 2021/Herren/Qualifikation

## Damenturnier
→ Hauptartikel: BNP Paribas Open 2021/Damen
→ Qualifikation: BNP Paribas Open 2021/Damen/Qualifikation